# Prežeči tiger, skriti zmaj (film)
Prežeči tiger, skriti zmaj (poenostavljeno kitajsko: 卧虎藏龙; tradicionalno kitajsko: 臥虎藏龍) je koprodukcijski vuksija film iz leta 2000, ki ga je režiral Ang Lee po scenariju Wanga Hui-linga, Jamesa Schamusa in Tsai Kuo Junga ter temelji na istoimenskem romanu Vanga Duluja iz leta 1941. V glavnih vlogah nastopajo Chow Yun-fat, Michelle Yeoh, Zhang Ziyi in Chang Chen. Zgodba govori o ukradenem legendarnem meču, ki ga išče slavni bojevnik in se pri tem zaplete v serijo mističnih spopadov.
V kitajsko-hongkonško-tajvansko-ameriški koprodukciji s proračunom 17 milijonov USD so sodelovale družbe Asian Union Film & Entertainment, China Film Co-Productions Corporation, Columbia Pictures Film Production Asia, Edko Films, Good Machine International in Zoom Hunt Productions. Z dialogi v madnarinščini in podnapisi za predvajanje izven Kitajske, je film nepričakovano postal mednarodna uspešnica s prihodki nad 235 milijonov USD. Z 128 milijonov USD prihodkov v ZDA je postal najdonosnejši tujejezični film tuje produkcije v ameriški zgodovini.
Film je naletel na dobre ocene kritikov in prejel več kot štirideset filmskih nagrad. Na 73. podelitvi je bil nominiran za oskarja v desetih kategorijah, tudi za najboljši film, osvojil pa nagrade za najboljši tujejezični film, scenografijo, izvirno glasbeno podlago in fotografijo. Z desetimi nominacijami je postal najuspešnejši film na oskarjih, ki ni posnet v angleščini, leta 2018 je rekordno število nominacij izenačil film  Roma. Osvojil je še štiri nagrade BAFTA in dva zlata globusa, tudi za najboljši tujejezični film. Kritiki so film označili tudi za enega najbolj vplivnih v filmski zgodovini.

## Vloge
- Chow Yun-fat kot Li Mu Bai (C: 李慕白, P: Lǐ Mùbái)
- Michelle Yeoh kot Yu Shu Lien (T: 俞秀蓮, S: 俞秀莲, P: Yú Xiùlián)
- Zhang Ziyi kot Jen Yu / Yu Jiaolong (T: 玉嬌龍, S: 玉娇龙, P: Yù Jiāolóng)
- Chang Chen kot Lo »Dark Cloud« / Luo Xiaohu (T: 羅小虎, S: 罗小虎, P: Luó Xiǎohǔ)
- Cheng Pei-pei kot Jade Fox (C: 碧眼狐狸, P: Bìyǎn Húli)
- Sihung Lung kot sir Te (T: 貝勒爺, S: 贝勒爷, P: Bèi-lèyé)
- Li Fazeng kot guverner Yu
- Gao Xi'an kot Bo
- Hai Yan kot Madam Yu
- Wang Deming kot policijski inšpektor Tsai / prefekt Cai Qiu
- Li Li kot May
- Huang Suying kot teta Wu
- Yang Rui kot Maid
- Li Kai kot Gou Jun Pei
- Feng Jianhua kot Gou Jun Sinung
- Ma Zhongxuan kot Mi Biao
- Li Baocheng kot Fung Machete Chang
- Yang Yongde kot menih Jing
- Zhang Shaocheng kot Nightman